# Alan Snoddy
Alan Snoddy (Belfast, 1955. március 29. –) északír nemzetközi labdarúgó-játékvezető.

## Pályafutása

### Nemzeti játékvezetés
Játékvezetésből 1972-ben Belfastban vizsgázott. Vizsgáját követően a Belfasti Labdarúgó-szövetsége által üzemeltetett labdarúgó bajnokságokban kezdte sportszolgálatát.
minősítésével. Az Északír Labdarúgó-szövetség Játékvezető Bizottságának (JB) minősítésével az IFA Championship, majd 1979-től a NIFL Premiership játékvezetője. A nemzeti játékvezetéstől 2003-ban visszavonult.

### Nemzetközi játékvezetés
Az Északír labdarúgó-szövetség JB terjesztette fel nemzetközi játékvezetőnek, a Nemzetközi Labdarúgó-szövetség (FIFA) 1980-tól tartotta nyilván bírói keretében. A FIFA JB központi nyelvei közül a angolt beszéli. Több nemzetek közötti válogatott, valamint  UEFA-kupa,  Kupagyőztesek Európa-kupája és Bajnokcsapatok Európa-kupája klubmérkőzést vezetett, működő társának partbíróként illetve 4. bíróként segített. Válogatott mérkőzéseinek száma: 18.

#### Labdarúgó-világbajnokság
Az U20-as, az 1989-es ifjúsági labdarúgó-világbajnokságon a FIFA JB bíróként foglalkoztatta.
| Időpont           | Helyszín                  | Mérkőzés típusa              | Mérkőzés              | Eredmény | Nézők száma |
| ----------------- | ------------------------- | ---------------------------- | --------------------- | -------- | ----------- |
| 1989. február 10. | Nemzetközi Stadion, Rijád | csoportmérkőzés (A. csoport) | Franciaország–Belgium | 0 – 1    | 20 000      |

---
Az 1986-os labdarúgó-világbajnokságon, az 1990-es labdarúgó-világbajnokságon és az 1994-es labdarúgó-világbajnokságon a FIFA JB játékvezetőként alkalmazta. A FIFA JB elvárása szerint, ha nem vetett, akkor partbíróként tevékenykedett. 1986-ban kettő csoportmérkőzésen és az egyik nyolcaddöntőn 2. számú besorolást kapott. 1990-ben három csoportmérkőzésen, benne kettőn és az egyik nyolcaddöntőn egyes számú besorolást kapott, játékvezetői sérülés esetén továbbvezetheti a találkozót. Világbajnokságon vezetett mérkőzéseinek száma: 2 + 7 (partbíró).

##### 1986-os labdarúgó-világbajnokság

###### Selejtező mérkőzés
| Időpont           | Helyszín                | Mérkőzés típusa           | Mérkőzés         | Eredmény | Nézők száma |
| ----------------- | ----------------------- | ------------------------- | ---------------- | -------- | ----------- |
| 1985. május 7.    | UPC-Arena Stadion, Graz | előselejtező (5. csoport) | Ausztria–Ciprus  | 4 – 0    | 16 000      |
| 1985. október 12. | Luz Stadion, Lisszabon  | előselejtező (2. csoport) | Portugália–Málta | 3 – 2    | 15 000      |

###### Világbajnoki mérkőzés
| Időpont          | Helyszín                       | Mérkőzés típusa              | Mérkőzés                              | Eredmény | Nézők száma |
| ---------------- | ------------------------------ | ---------------------------- | ------------------------------------- | -------- | ----------- |
| 1986. június 11. | Estadio Tres de Marzo, Zapopan | csoportmérkőzés (F. csoport) | Portugál labdarúgó-válogatott–Marokkó | 1 – 3    | 28 000      |

##### 1990-es labdarúgó-világbajnokság

###### Selejtező mérkőzés
| Időpont             | Helyszín                    | Mérkőzés típusa           | Mérkőzés           | Eredmény | Nézők száma |
| ------------------- | --------------------------- | ------------------------- | ------------------ | -------- | ----------- |
| 1988. augusztus 31. | Laugardalsvöllur, Reykjavík | előselejtező (3. csoport) | Izland–Szovjetunió | 1 – 1    | 7982        |
| 1989. október 4.    | Signal Iduna Park, Dortmund | előselejtező (4. csoport) | NSZK–Finnország    | 6 – 1    | 40 000      |

###### Világbajnoki mérkőzés
| Időpont          | Helyszín         | Mérkőzés típusa              | Mérkőzés                            | Eredmény | Nézők száma |
| ---------------- | ---------------- | ---------------------------- | ----------------------------------- | -------- | ----------- |
| 1990. június 19. | San Siro, Milánó | csoportmérkőzés (D. csoport) | Német labdarúgó-válogatott–Kolumbia | 1 – 1    | 72 510      |

##### 1994-es labdarúgó-világbajnokság
| Időpont           | Helyszín                       | Mérkőzés típusa           | Mérkőzés              | Eredmény | Nézők száma |
| ----------------- | ------------------------------ | ------------------------- | --------------------- | -------- | ----------- |
| 1993. április 14. | Stade Josy Barthel, Luxembourg | előselejtező (5. csoport) | Luxemburg–Oroszország | 0 – 4    | 3180        |
| 1993. október 13. | Parc des Princes, Párizs       | előselejtező (6. csoport) | Franciaország–Izrael  | 2 – 3    | 32 700      |

##### 1998-as labdarúgó-világbajnokság
| Időpont         | Helyszín               | Mérkőzés típusa           | Mérkőzés              | Eredmény | Nézők száma |
| --------------- | ---------------------- | ------------------------- | --------------------- | -------- | ----------- |
| 1996. június 2. | Ullevaal Stadion, Oslo | előselejtező (3. csoport) | Norvégia–Azerbajdzsán | 5 – 0    | 14 020      |

##### 2002-es labdarúgó-világbajnokság
| Időpont           | Helyszín                     | Mérkőzés típusa           | Mérkőzés                               | Eredmény |
| ----------------- | ---------------------------- | ------------------------- | -------------------------------------- | -------- |
| 2000. október 11. | Tofik Bahramov Stadion, Baku | előselejtező (4. csoport) | Azeri labdarúgó-válogatott–Törökország | 0 – 1    |

#### Labdarúgó-Európa-bajnokság
Az 1996-os labdarúgó-Európa-bajnokságon és a 2000-es labdarúgó-Európa-bajnokságon az UEFA JB játékvezetőként foglalkoztatta.

##### 1996-os labdarúgó-Európa-bajnokság
| Időpont             | Helyszín                       | Mérkőzés típusa           | Mérkőzés                                   | Eredmény | Nézők száma |
| ------------------- | ------------------------------ | ------------------------- | ------------------------------------------ | -------- | ----------- |
| 1994. szeptember 7. | Stade Josy Barthel, Luxembourg | előselejtező (5. csoport) | Luxemburgi labdarúgó-válogatott–Hollandia  | 0 – 4    | 8120        |
| 1995. szeptember 6. | Svangaskarð Stadion, Toftir    | előselejtező (8. csoport) | Feröer-szigetek–Orosz labdarúgó-válogatott | 2 – 5    | 1792        |

##### 2000-es labdarúgó-Európa-bajnokság
| Időpont             | Helyszín                   | Mérkőzés típusa           | Mérkőzés                             | Eredmény | Nézők száma |
| ------------------- | -------------------------- | ------------------------- | ------------------------------------ | -------- | ----------- |
| 1998. szeptember 5. | Lokomotíva Stadion, Košice | előselejtező (7. csoport) | Szlovákia–Azeri labdarúgó-válogatott | 3 – 0    | 3243        |

#### A magyar labdarúgó-válogatott mérkőzései (1902–1929)
2007-ben a Magyarország–Moldova  Európa-bajnoki selejtező mérkőzésen, Martin Ingvarsson játékvezetőt ellenőrizte.

## Sportvezetői pályafutása
- Pályafutását befejezve a FIFA JB az UEFA JB hatáskörébe tartozó játékvezetők nemzetközi ellenőre.
- 2006-ban az Északír Labdarúgó-szövetség (IFA) JB kinevezte a játékvezetők fejlesztési igazgatójának. Feladata országosan szervezni, irányítani a játékvezetők toborzását, a fiatal, minőségileg jobb játékvezetők szakmai pályájának koordinálása.
- 2015. júniustól a Ciprusi labdarúgó-szövetség JB elnöke.

## Külső hivatkozások
- Alan Snoddy. World Referee. [2012. október 7-i dátummal az eredetiből archiválva]. (Hozzáférés: 2015. november 15.)
- Alan Snoddy. footballzz.com. (Hozzáférés: 2015. november 15.)
- Alan Snoddy. footballdatabase.eu. (Hozzáférés: 2015. november 15.)
- Alan Snoddy. scoreshelf.com. [2015. november 19-i dátummal az eredetiből archiválva]. (Hozzáférés: 2015. november 15.)
- Alan Snoddy. eu-football.info. (Hozzáférés: 2015. november 15.)
- Alan Snoddy. weltfussball.de. (Hozzáférés: 2015. november 15.)
- Alan Snoddy. belfasttelegraph.co.uk. (Hozzáférés: 2015. november 15.)